# Nữ thần mẹ

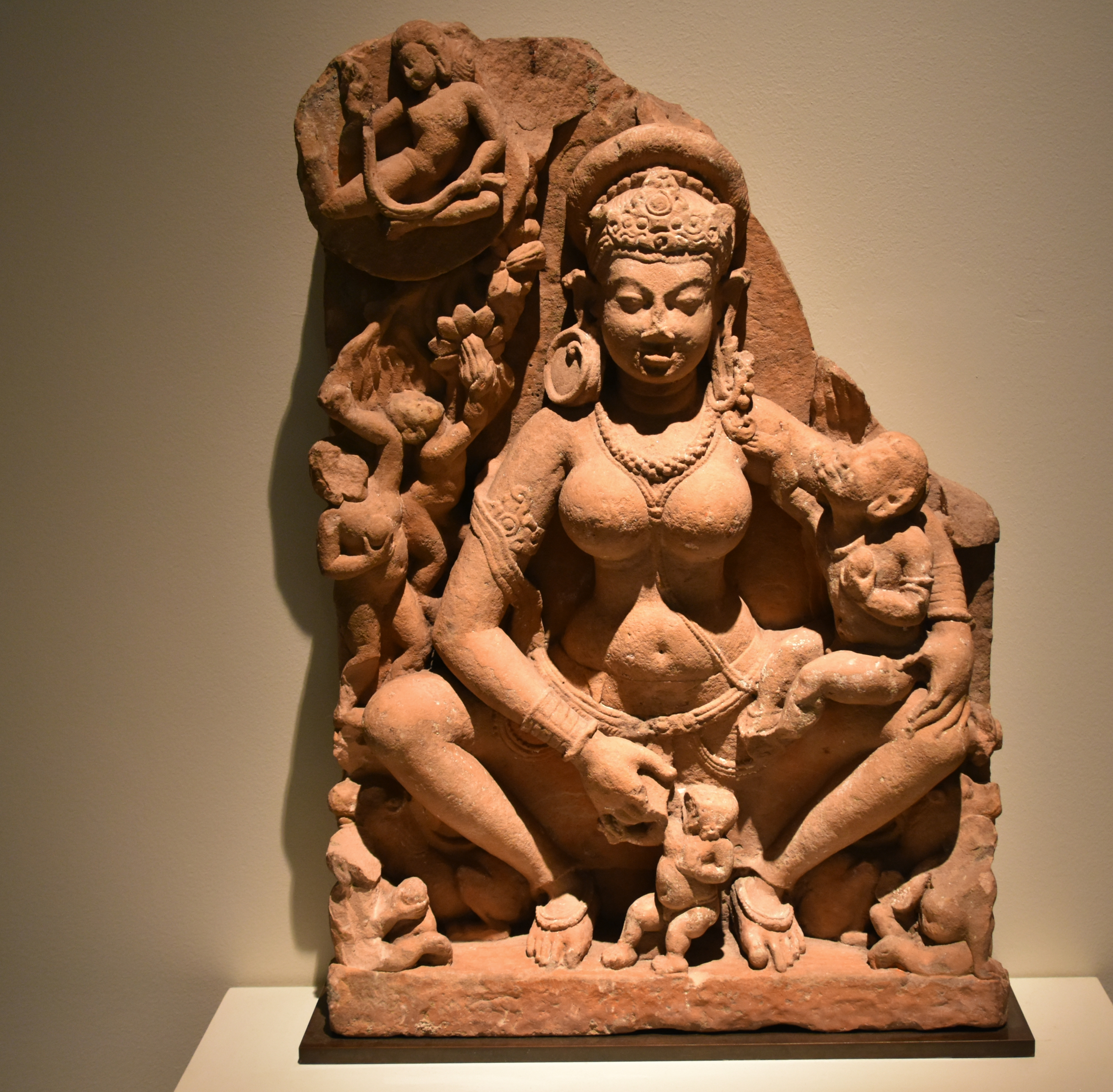
Tác phẩm điêu khắc Nữ thần mẹ từ Madhya Pradesh hoặc Rajasthan, Ấn Độ, thế kỷ 6-7, trong Bảo tàng Quốc gia Hàn Quốc, Seoul

Nữ thần mẹ là nữ thần đại diện hoặc là một bản chất nhân cách hóa, làm mẹ, sinh sản, sáng tạo, hủy diệt hoặc là hiện thân của sự phong phú đa dạng của Trái Đất. Khi được đánh đồng với Trái đất hoặc thế giới tự nhiên, những nữ thần như vậy đôi khi được gọi là Mẹ Đất hoặc Mẹ Trái đất.
Có sự khác biệt ý kiến giữa quan niệm học thuật và phổ biến về thuật ngữ này. Quan điểm phổ biến chủ yếu được thúc đẩy bởi phong trào Nữ thần và cho rằng các xã hội nguyên thủy ban đầu là mẫu hệ, tôn thờ một nữ thần đất mẹ có chủ quyền, nuôi dưỡng. Điều này dựa trên ý tưởng của thế kỷ 19 về sự tiến hóa đơn tuyến của Johann Jakob Bachofen. Tuy nhiên, theo quan điểm học thuật, cả hai lý thuyết về Nữ thần hiện đại và Bachofen đều là sự phóng chiếu của quan điểm thế giới đương đại về những câu chuyện thần thoại cổ đại, chứ không phải là cố gắng tìm hiểu tinh thần của thời đó. Thông thường, điều này đi kèm với mong muốn về một nền văn minh đã mất từ một thời đại đã qua mà đáng lẽ ra sẽ có công bằng, hòa bình và sự khôn ngoan. Tuy nhiên, rất khó có khả năng một nền văn minh như vậy từng tồn tại.
Trong một thời gian dài, các tác giả nữ quyền chủ trương rằng các xã hội nông nghiệp mẫu hệ hòa bình này đã bị các bộ lạc chiến binh du mục theo phụ hệ tiêu diệt hoặc khuất phục. Một đóng góp quan trọng cho việc này là của nhà nữ khảo cổ học Marija Gimbutas. Công việc của bà trong lĩnh vực này đã bị nghi ngờ. Trong số các nhà khảo cổ học nữ quyền, tầm nhìn này ngày nay cũng được coi là gây tranh cãi lớn.
Kể từ những năm sáu mươi của thế kỷ XX, đặc biệt là trong nền văn hóa đại chúng, việc tôn thờ nữ thần mẹ và vị trí xã hội mà phụ nữ trong các xã hội tiền sử được cho là đảm nhận, có mối liên hệ với nhau. Điều này làm cho cuộc tranh luận văn hóa trở thành một cuộc tranh luận chính trị. Theo phong trào nữ thần, xã hội mà nam giới chiếm hiện tại nên trở về bình đẳng mẫu hệ của thời gian trước đó. Hình thức xã hội này từng tồn tại được nhiều bức tượng nhỏ đã được tìm thấy chứng minh.
Trong giới học thuật, chế độ mẫu hệ tiền sử này được coi là khó xảy ra. Thứ nhất, thờ nữ thần mẹ không nhất thiết có nghĩa là phụ nữ đóng vai trò cai trị xã hội. Ngoài ra, các bức tượng này cũng có thể miêu tả phụ nữ bình thường hoặc nữ thần, và không rõ liệu có thực sự có một nữ thần mẹ hay không.